# Baby Roach Cay
Baby Roach Cay är en ö i Belize. Den ligger i distriktet Belize, i den östra delen av landet, 110 kilometer öster om huvudstaden Belmopan.